# 1977-es Formula–1 spanyol nagydíj
A spanyol nagydíj volt az 1977-es Formula–1 világbajnokság ötödik futama.

## Futam
| Helyezés | #  | Versenyző          | Csapat/Motor       | Körök | Idő/Kiesés oka    | Rajthely | Pontszám |
| -------- | -- | ------------------ | ------------------ | ----- | ----------------- | -------- | -------- |
| 1        | 5  | Mario Andretti     | Lotus-Ford         | 75    | 1:42:52,22        | 1        | 9        |
| 2        | 12 | Carlos Reutemann   | Ferrari            | 75    | 15,85             | 4        | 6        |
| 3        | 20 | Jody Scheckter     | Wolf-Ford          | 75    | 24,51             | 5        | 4        |
| 4        | 2  | Jochen Mass        | McLaren-Ford       | 75    | 24,87             | 9        | 3        |
| 5        | 6  | Gunnar Nilsson     | Lotus-Ford         | 75    | + 1:05,83         | 12       | 2        |
| 6        | 8  | Hans-Joachim Stuck | Brabham-Alfa Romeo | 74    | + 1 kör           | 13       | 1        |
| 7        | 26 | Jacques Laffite    | Ligier-Matra       | 74    | + 1 kör           | 2        |          |
| 8        | 3  | Ronnie Peterson    | Tyrrell-Ford       | 74    | + 1 kör           | 15       |          |
| 9        | 18 | Hans Binder        | Surtees-Ford       | 73    | + 2 kör           | 20       |          |
| 10       | 30 | Brett Lunger       | March-Ford         | 72    | + 3 kör           | 28       |          |
| 11       | 10 | Ian Scheckter      | March-Ford         | 72    | + 3 kör           | 17       |          |
| 12       | 27 | Patrick Nève       | March-Ford         | 71    | + 4 kör           | 22       |          |
| 13       | 36 | Emilio de Villota  | McLaren-Ford       | 70    | + 5 kör           | 23       |          |
| 14       | 28 | Emerson Fittipaldi | Fittipaldi-Ford    | 70    | + 5 kör           | 19       |          |
| Kiesett  | 7  | John Watson        | Brabham-Alfa Romeo | 64    | Üzemanyagrendszer | 6        |          |
| Kiesett  | 17 | Alan Jones         | Shadow-Ford        | 56    | Baleset           | 14       |          |
| Kiesett  | 24 | Rupert Keegan      | Hesketh-Ford       | 32    | Baleset           | 16       |          |
| Kiesett  | 25 | Harald Ertl        | Hesketh-Ford       | 29    | Hűtő              | 10       |          |
| Kiesett  | 16 | Renzo Zorzi        | Shadow-Ford        | 25    | Motorhiba         | 24       |          |
| Kiesett  | 37 | Arturo Merzario    | March-Ford         | 16    | Felfüggesztés     | 21       |          |
| Kiesett  | 4  | Patrick Depailler  | Tyrrell-Ford       | 12    | Motorhiba         | 10       |          |
| Kiesett  | 1  | James Hunt         | McLaren-Ford       | 10    | Motorhiba         | 7        |          |
| Kiesett  | 22 | Clay Regazzoni     | Ensign-Ford        | 9     | Baleset           | 8        |          |
| Kiesett  | 19 | Vittorio Brambilla | Surtees-Ford       | 9     | Baleset           | 11       |          |
| Kiesett  | 11 | Niki Lauda         | Ferrari            | 0     | Betegség          | 3        |          |
| NK       | 34 | Jean-Pierre Jarier | Team Penske-Ford   |       |                   |          |          |
| NK       | 9  | Alex Ribeiro       | March-Ford         |       |                   |          |          |
| NK       | 33 | Boy Hayje          | March-Ford         |       |                   |          |          |
| NK       | 38 | Brian Henton       | March-Ford         |       |                   |          |          |
| NK       | 31 | David Purley       | LEC-Ford           |       |                   |          |          |
| NK       | 35 | Conny Andersson    | BRM                |       |                   |          |          |

## Statisztikák
Vezető helyen:
- Mario Andretti: 75 (1-75)

Mario Andretti 4. győzelme, 3. pole-pozíciója, Jacques Laffite 1. leggyorsabb köre.
- Lotus 60. győzelme.